# メイニー・ジェレット
メイニー・ジェレット（Mainie Jellett）として知られるメアリー・ハリエット・ジェレット（Mary Harriet Jellett、1897年4月29日 - 1944年2月16日）は、アイルランドの画家である。1923年にダブリンの展覧会に抽象絵画を出展し、アイルランドにおいて最初に抽象絵画を出展した画家とされている。

## 略歴
ダブリンのFitzwilliam Squareで生まれた。父方の祖父ジョン・ヒューウィット・ジェレット（John Hewitt Jellett）はダブリン大学のトリニティ・カレッジの学長になった人物で、父親のウィリアム・モーガン・ジェレット（William Morgan Jellett）は弁護士で後に国会議員になった人物である。メイニー・ジェレットは4人姉妹の一人で、母親は音楽に優れ、姉妹は母親から音楽の教育を受け、姉妹の一人はダブリンのゲイエティ・シアターのオーケストラの指揮者になった。叔母に医師になり、インドで働いたエヴァ・ジェレット（Eva Jellett）がいる。
メイニー・ジェレットは11歳から美術教育を受け始め、エリザベス・イーツ（Elizabeth Yeats: 1868–1940）やサラ・セシリア・ハリソン（1863-1941）、メアリー・マニング（Mary Manning: 1853–1930）といった女性画家から絵を学んだ。その後ダブリンの美術学校（Metropolitan School of Art in Dublin）でウィリアム・オーペンらに学んだ。この頃はまだピアニストになることも考えていて、ピアノの練習も続けていた。
1917年にロンドンのウェストミンスター芸術学校 (Westminster School of Art)に入学し、ウォルター・シッカートのもとで学んだ後、画家になる決心をし1919年までそこで学んだ 。印象派のスタイルの作品を描いた。1920年にダブリン王立協会（Royal Dublin Society）のテイラー芸術奨学金（Taylor Art Scholarship）を得た。1920年にアイルランドの王立ハイバーニアン・アカデミー(Royal Hibernian Academy)の定期展覧会に初めて出展した 。
1921年に友人のエヴィー・ホーン（Evie Hone: 1894–1955）とパリを訪れ、パリではキュビズムの画家アンドレ・ロートやアルベール・グレーズのもとで修行し、抽象画を描くようになった。1年ほどでダブリンに帰国するが、その後の10年間ほどはジェレットとホーンは毎年、パリを訪れた。
1923年にダブリンの展覧会に2点のキュビズムのスタイルの絵画を出展したが、批評家の反応は冷ややかで、アイリッシュ・タイムズ紙は絵画の 1点の写真を掲載して、理解できない作品であるとする評論家のコメントを報じた.。 翌年、エヴィー・ホーンと共同展を開いた。1928年アムステルダムオリンピックの芸術競技の絵画部門に参加したが入賞できなかった。
その後も抽象画を描き、モダニズム絵画の擁護者として活動した。1944年に46歳で膵臓癌のためダブリンで亡くなった。
1990年に、作家のブルース・アーノルド（Bruce Arnold: 1936–2024）は「To Make it Live - Mainie Jellett」というドキュメント映画を制作し、1991年にジェレットの伝記とアイルランドの現代美術に関する著書、「Mainie Jellett and the Modern Movement in Ireland 」(London: Yale UP 1991; New York: Yale UP, 1992)を出版した。

## 作品

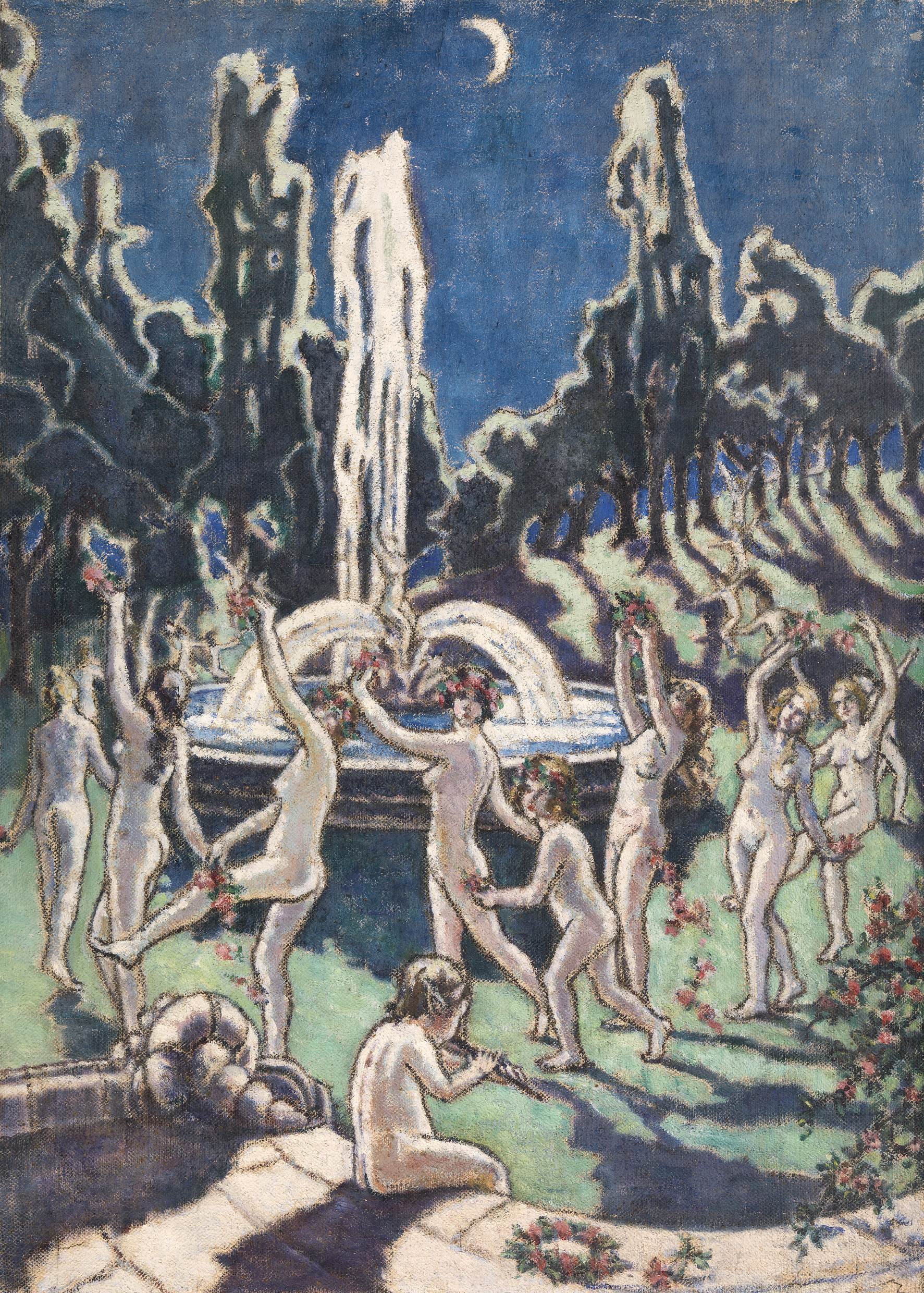
月夜の泉をめぐるダンス(c.1914) アイルランド国立美術館
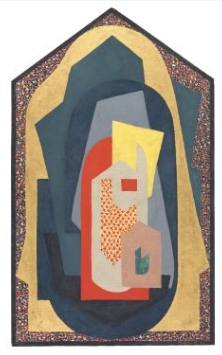
"Decoration" (1923) アイルランド国立美術館
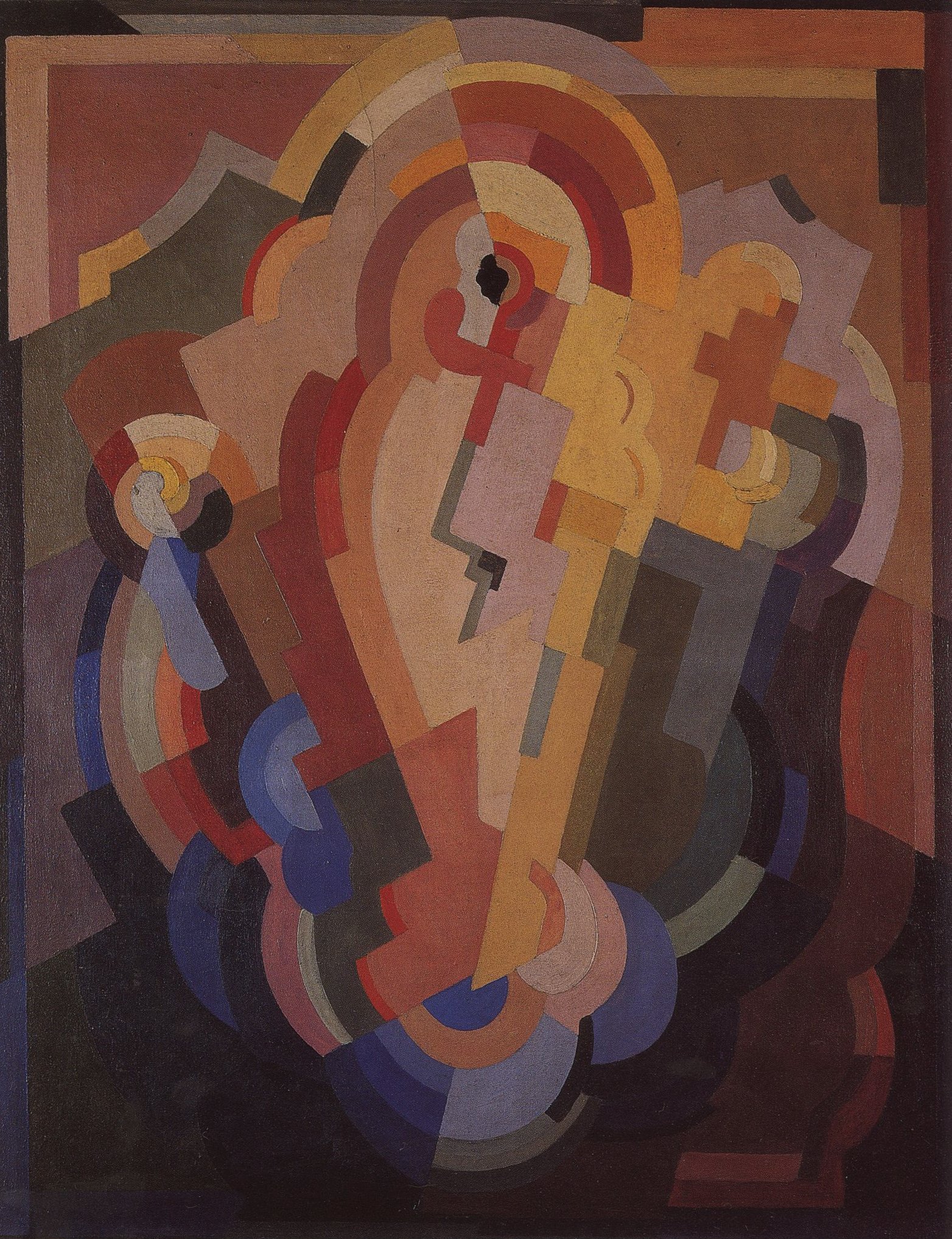
"Abstract Composition" (1935)
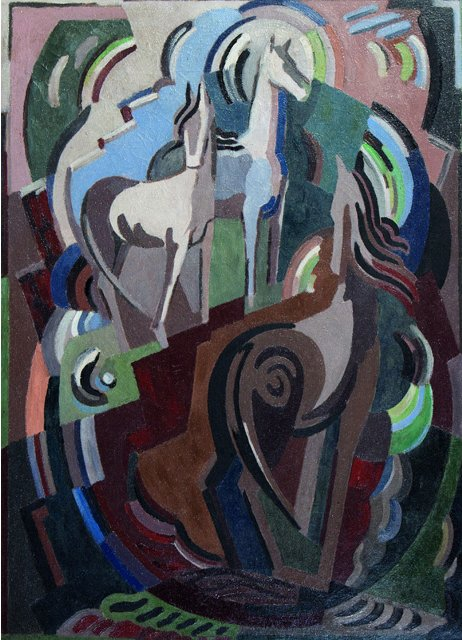
アキル島の馬 (1938)

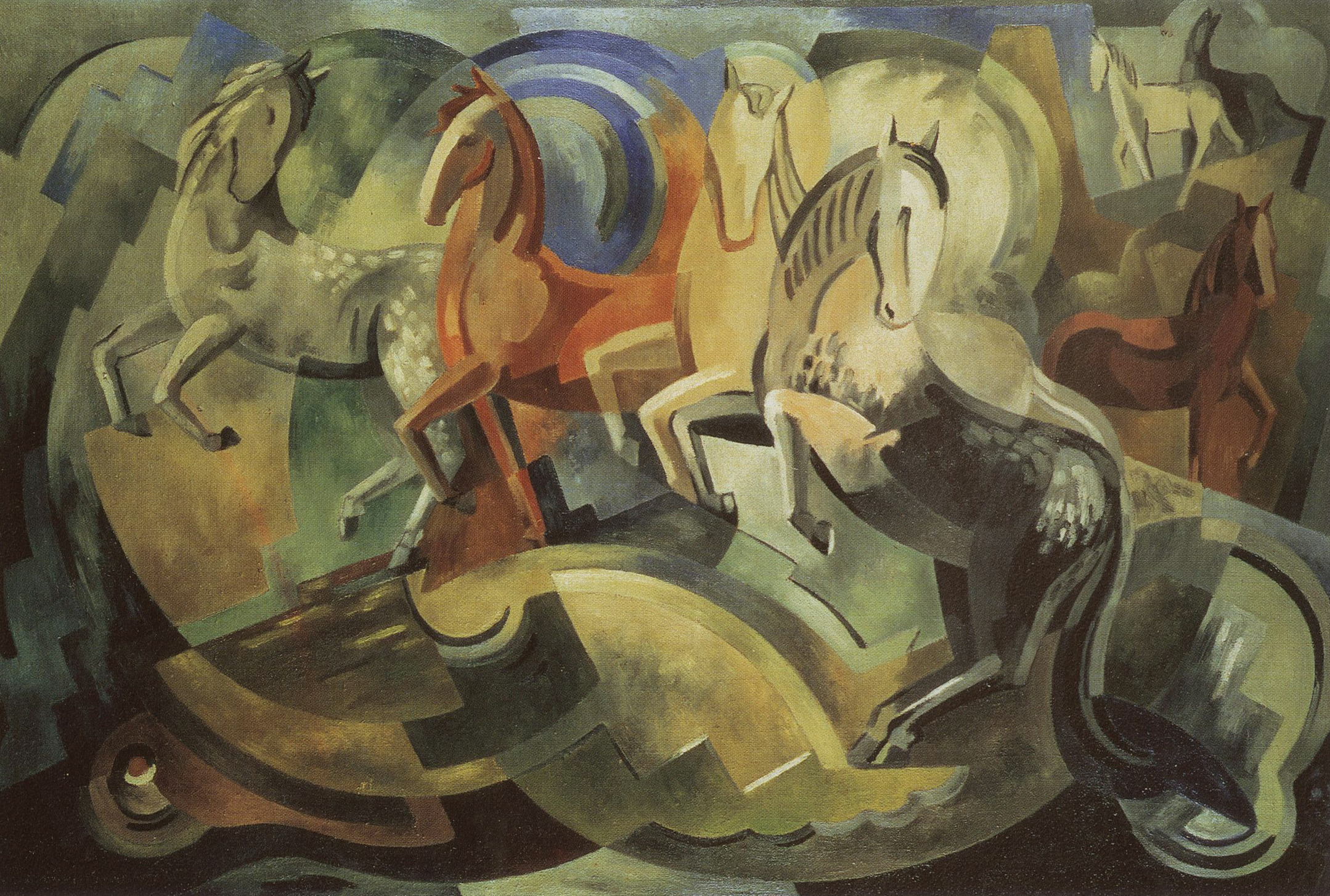
"Abstraction of horses" (1939)
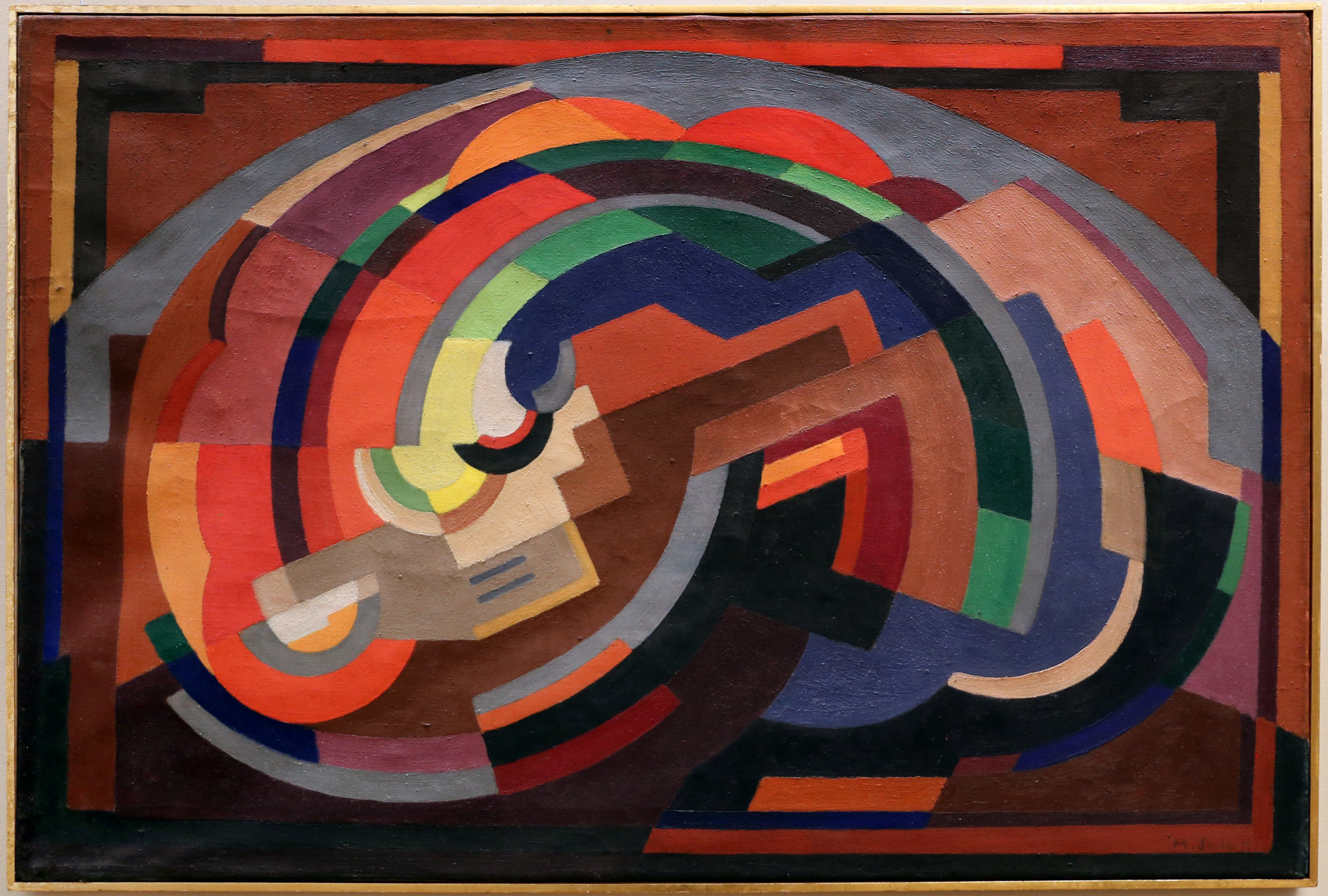
"una composizione" アイルランド国立美術館
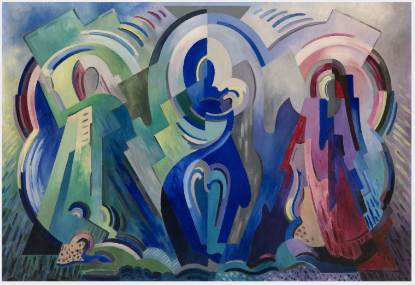
"The Virgin of Éire" アイルランド国立美術館